# یواس‌اس بیل (دی‌دی-۴۷۱)
یواس‌اس بیل (دی‌دی-۴۷۱) (به انگلیسی: USS Beale (DD-471)) یک کشتی بود که طول آن ۱۱۴٫۷ متر (۳۷۶ فوت) بود. این کشتی در سال ۱۹۴۲ ساخته شد.